# Liste des conseillers généraux de la Vendée (2011-2015)
Pour les articles homonymes, voir Conseiller général de la Vendée.
Le département de la Vendée est divisé en 31 cantons et donc en autant de conseillers départementaux. 

## Composition politique du conseil général
Le conseil général de la Vendée siège à La Roche-sur-Yon, il est composé des conseillers départementaux suivants depuis 2011, année où 16 sièges sur les 31 ont été renouvelés :
| Parti                                | Sigle | Sigle | Élus |
| ------------------------------------ | ----- | ----- | ---- |
| Opposition (6 sièges)                |       |       |      |
| Parti socialiste                     |       | PS    | 4    |
| Divers gauche                        |       | DVG   | 2    |
| Majorité (25 sièges)                 |       |       |      |
| Union des démocrates et indépendants |       | UDI   | 3    |
| Divers droite                        |       | DVD   | 15   |
| Union pour un mouvement populaire    |       | UMP   | 3    |
| Mouvement pour la France             |       | MPF   | 4    |
| Président du Conseil Général         |       |       |      |
| Bruno Retailleau (UMP)               |       |       |      |

## Liste des conseillers départementaux de la Vendée
| Canton                              | Circ. | Conseiller          | Parti | Parti | Autre(s) mandat(s) en cours                                                                 | Série |
| ----------------------------------- | ----- | ------------------- | ----- | ----- | ------------------------------------------------------------------------------------------- | ----- |
| Arrondissement de Fontenay-le-Comte |       |                     |       |       |                                                                                             |       |
| Canton de Chaillé-les-Marais        | 5     | Daniel Ringeard     |       | PS    | Conseiller municipal de Champagné-les-Marais                                                | 2011  |
| Canton de La Châtaigneraie          | 5     | Valentin Josse      |       | DVD   | Maire de Mouilleron-en-Pareds                                                               | 2011  |
| Canton de Fontenay-le-Comte         | 5     | Marie-Jo Chatevaire |       | UDI   | Conseillère régionale                                                                       | 2008  |
| Canton de L'Hermenault              | 5     | Joël Sarlot         |       | DVD   | Président de la communauté de communes du Pays-de-l'Hermenault                              | 2011  |
| Canton de Luçon                     | 5     | Dominique Souchet   |       | MPF   | Vice-président du Conseil général                                                           | 2008  |
| Canton de Maillezais                | 5     | Daniel David        |       | PS    | Maire de Benet                                                                              | 2011  |
| Canton de Pouzauges                 | 4     | Jean-Pierre Lemaire |       | MPF   |                                                                                             | 2008  |
| Canton de Sainte-Hermine            | 5     | Norbert Barbarit    |       | DVD   |                                                                                             | 2011  |
| Canton de Saint-Hilaire-des-Loges   | 5     | François Bon        |       | UDI   |                                                                                             | 2008  |
| Arrondissement de La Roche-sur-Yon  |       |                     |       |       |                                                                                             |       |
| Canton de Chantonnay                | 2     | Gérard Villette     |       | DVD   | Maire de Chantonnay Vice-président du Conseil général                                       | 2008  |
| Canton des Essarts                  | 1     | Yves Auvinet        |       | DVD   | Maire de La Ferrière                                                                        | 2011  |
| Canton des Herbiers                 | 4     | Véronique Besse     |       | MPF   | Députée de la 4e circ. Vice-présidente du Conseil général                                   | 2011  |
| Canton de Mareuil-sur-Lay-Dissais   | 2     | Jean-Pierre Hocq    |       | DVD   | Maire de Mareuil-sur-Lay-Dissais Président de la Communauté de communes du Pays-Mareuillais | 2008  |
| Canton de Montaigu                  | 4     | Michel Allemand     |       | DVD   |                                                                                             | 2008  |
| Canton de Mortagne-sur-Sèvre        | 4     | Bruno Retailleau    |       | UMP   | Président du Conseil-Général Sénateur                                                       | 2008  |
| Canton du Poiré-sur-Vie             | 1     | Bernard Perrin      |       | UMP   | Maire d'Aizenay                                                                             | 2011  |
| Canton de la Roche-sur-Yon-Nord     | 1     | Pierre Regnault     |       | PS    |                                                                                             | 2011  |
| Canton de la Roche-sur-Yon-Sud      | 2     | Sylviane Bulteau    |       | PS    | Députée de la 2e circ.                                                                      | 2008  |
| Canton de Rocheservière             | 1     | Alain Lebœuf        |       | DVD   | Député de la 1re circ.                                                                      | 2011  |
| Canton de Saint-Fulgent             | 4     | Wilfrid Montassier  |       | UDI   | Maire de La Rabatelière                                                                     | 2011  |
| Arrondissement des Sables-d'Olonne  |       |                     |       |       |                                                                                             |       |
| Canton de Beauvoir-sur-Mer          | 3     | Michel Dupont       |       | DVD   | Adjoint au Maire de Beauvoir-sur-Mer                                                        | 2011  |
| Canton de Challans                  | 1     | Louis Ducept        |       | DVD   |                                                                                             | 2011  |
| Canton de L'Île-d'Yeu               | 3     | Bruno Noury         |       | DVG   | Maire de L'Île-d'Yeu                                                                        | 2011  |
| Canton de La Mothe-Achard           | 2     | Joseph Merceron     |       | DVD   | Maire de Nieul-le-Dolent                                                                    | 2008  |
| Canton des Sables-d'Olonne          | 3     | Gérard Faugeron     |       | DVD   | Vice-Président du Conseil général Adjoint au Maire des Sables-d'Olonne                      | 2011  |
| Canton de Moutiers-les-Mauxfaits    | 2     | Marcel Gauducheau   |       | DVD   | Maire du Champ-Saint-Père 1er vice-président du Conseil général                             | 2008  |
| Canton de Noirmoutier-en-l'Île      | 3     | Jacques Oudin       |       | UMP   | Vice-Président du Conseil général Conseiller municipal de La Guérinière                     | 2008  |
| Canton de Palluau                   | 1     | Jacqueline Roy      |       | DVD   |                                                                                             | 2008  |
| Canton de Saint-Gilles-Croix-de-Vie | 3     | Marietta Trichet    |       | MPF   |                                                                                             | 2008  |
| Canton de Saint-Jean-de-Monts       | 3     | André Ricolleau     |       | DVG   | Maire de Saint-Jean-de-Monts Président de la communauté de communes Océan-Marais-de-Monts   | 2008  |
| Canton de Talmont-Saint-Hilaire     | 2     | Pierre Berthomé     |       | DVD   |                                                                                             | 2011  |